# Openbare werken (stripalbum)
Openbare werken is het 24ste album in de stripreeks W817. Het scenario is naar de hand van Hec Leemans. De strip werd in 2010 uitgegeven door Standaard Uitgeverij.

## Verhaal
Na enkele keren het buitenland opgezocht te hebben, blijven de studenten in deze strip gewoon thuis. Maar er wordt roet in het eten gegooid. Er worden grote werken uitgevoerd in de straat van de studenten. Dit houdt hen uit hun slaap en zorgt ervoor dat de studenten geïsoleerd geraken in hun eigen huis. Het gekste gebeurt voor de deur van de zeven. 
Uiteindelijk leek alles maar een droom voor Akke, maar wanneer hij de ochtend erop naar school vertrekt, is daar iemand bezig met... openbare werken.

## Personages
- Steve Mertens
- Birgit Baukens
- Akke Impens
- Carlo Stadeus
- Tom De Rijcke
- Zoë Zonderland
- Jasmijn De Ridder
- Arbeiders